# 北品川

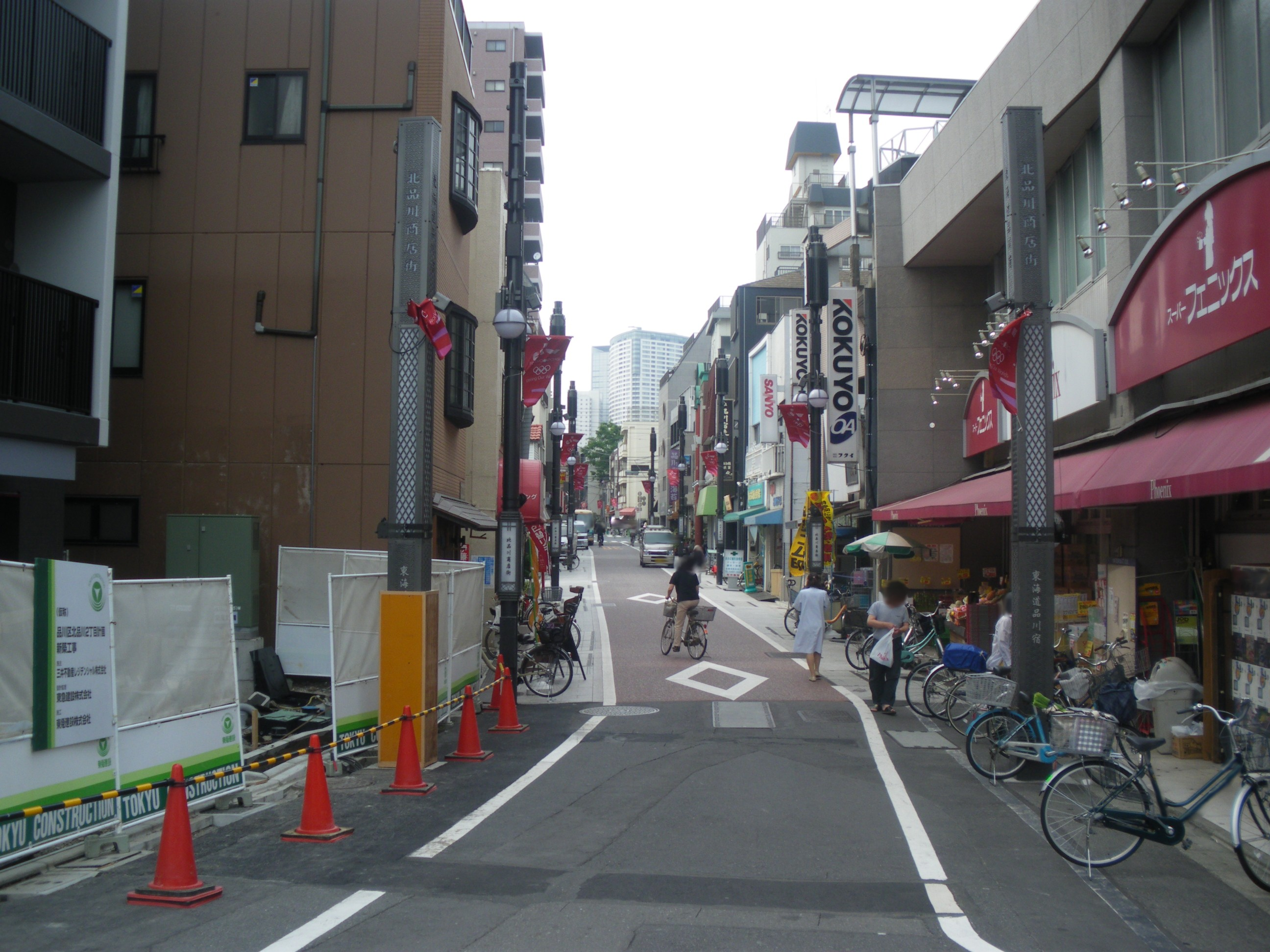
北品川商店街

北品川（日语：／ Kita-shinagawa */?）是東京都品川區的町名。現行行政地名為北品川一丁目至北品川六丁目。2013年8月1日為止的人口有16,334人。北品川一丁目至四丁目的郵遞區號為140-0001，北品川五丁目及六丁目為141-0001。

## 地理
位於品川區北部。北部鄰港區高輪、港區港南，東部大約以八山通為界，接品川區東品川。南部與西南部以目黑川為界，接品川區南品川、品川區廣町、品川區大崎。西部連品川區東五反田。町域內可見内住宅、辦公大樓、寺院、商店等。一丁目、二丁目為舊東海道，仍可見過去品川宿所遺留的痕跡。三丁目、四丁目、五丁目是知名高級住宅地御殿山。地名源自於位於品川站以南的北品川站。
北品川一丁目
町域東北部。北端附近有品川INTERCITY。八山通東側可見辦公大樓與公寓大廈。八山通西側為住宅區，北品川本通（舊東海道）沿線可見商店。地域西部有第一京濱通過，為北品川三丁目邊界。第一京濱與平行的京急本線通過此地，設置北品川站。東部有天王洲運河。
北品川二丁目
町域東南部。舊東海道沿線可見商店、寺院、神社。其他地區為住宅地。地域西部有第一京濱通過，為北品川三丁目邊界。第一京濱與平行的京急本線通過此地，北品川二丁目內有新馬場站北口（新馬場站跨越南端的目黑川，南口在東品川）。此外，東西向的山手通貫穿此地。區域內有品川南鎮守荏原神社。
北品川三丁目
町域中部。東部為第一京濱，東側鄰北品川一丁目、二丁目。西側為JR山手線、東海道本線等鐵路線路，鄰北品川四丁目。區域南部有山手通通過。三丁目北部是高級住宅地城南五山之一的「御殿山」一部分（御殿山在北品川四丁目、五丁目一帶）。地域內可見住宅、公寓與大樓、學校等設施。品川北鎮守品川神社也在三丁目。
北品川四丁目
町域中西部。區域東部為JR鐵路線路，鄰北品川三丁目。西部為御殿山通，鄰北品川五丁目。這一帶是知名的高級住宅地「御殿山」。宅邸、公寓林立，JR路廊沿線的御殿山花園是高層公寓大廈、辦公大樓、飯店的複合建築，為附近一帶的地標。此外，區域東北端的新八山橋、八山橋附近幹線道路密集，為交通要地。
北品川五丁目
町域西部。東側鄰北品川四丁目。北側接北品川六丁目。這一帶是知名的高級住宅地「御殿山」，宅邸、公寓林立。區域北端為八山之坂（通稱：索尼通），區域內有小關通通過。過去，北部與六丁目為索尼總部（2007年移往港區港南）與相關設施的所在地，五丁目現在仍有索尼御殿山科技中心。
北品川六丁目
町域西北部。過去部與五丁目為索尼總部與相關設施的所在地，後移轉至港區港南。2011年進行公寓大廈與辦公大樓的再開發。區內可見宅邸、公寓。北品川六丁目至北部的港區高輪四丁目、北品川四丁目北部附近為城南五山之一的「八山」。

## 歷史
古時為品川村，後以目黑川為界，分為南北兩地。江戶時代已稱此地為北品川宿。1878年（明治11年）「郡區町村編制法」施行，劃入荏原郡。1889年（明治22年）「市制町村制」施行， 為品川町大字北品川。1932年（昭和7年），分為品川區北品川一～六丁目、西品川一、五丁目。1967年（昭和42年）實施新住居表示，北品川一～六丁目、南品川一、四丁目與東大崎一丁目各一部分合併為現行的北品川。

### 地名由來
此地為品川的北部。

## 交通
一丁目至三丁目可利用北品川站、新馬場站。四丁目可利用品川站，五丁目與六丁目可利用大崎站。

### 鐵路
- 京急本線北品川站
- 京急本線新馬場站

### 巴士
- 御殿山小學校前（舊索尼前）[3]巴士站
- 御殿山巴士站
- 八山橋巴士站
- 品川車庫前巴士站
- 東品川一丁目巴士站
- 北品川二丁目巴士站
- 北品川站前巴士站
- 新馬場站前巴士站

## 設施
北品川一丁目
- 都營巴士品川營業所
- 品川區立東八山公園
- 善福寺
- 北品川醫院

北品川二丁目
- 正德寺
- 法禪寺
- 本照寺
- 養願寺
- 荏原神社
- 北濱公園
- 聖蹟公園
- 品川區立品川圖書館

北品川三丁目
- 品川女子學院高等學校、中學校
- 品川區立小中一貫校品川學園
- 品川區立子供之森公園
- 品川區立權現山公園
- 東海禪寺
- 品川神社
- 品川消防署
- 品川區醫師會
- 品川保健中心

北品川四丁目
- 御殿山花園
  - 御殿山Trust Tower
  - Hotel Laforet Tokyo
  - 御殿山庭園
  - 花園餐廳八山
- 原美術館
- 塞爾維亞大使館
- 緬甸大使館

北品川五丁目
- 品川區立御殿山小學校
- 大崎醫院
- 加拿大國際學校
- 茅利塔尼亞大使館

北品川六丁目
- 東芝電梯
- 汶萊大使館
- 花園城品川御殿山（舊索尼本社舊址） - 住友3M本社

## 備註
1. ↑  .   [2013年8月7日]. （原始内容存档于2014年2月23日）.
2. ↑  ソニーの創業地　「（仮称）御殿山プロジェクト」建設現場（2010年春）の空撮！ （页面存档备份，存于） 2012年2月15日閲覧。
3. ↑  2011年4月1日名稱變更。